# Rami Anis
Rami Anis, född 18 mars 1991 i Aleppo, är en syrisk simmare.
Anis tävlade som Flyktingidrottare vid olympiska sommarspelen 2016 i Rio de Janeiro, där han blev utslagen i försöksheatet på både 100 meter frisim och 100 meter fjärilsim.